# Kimjongsuk
Kimjongsuk là một huyện của tỉnh Ryanggang tại Cộng hòa Dân chủ Nhân dân Triều Tiên. Huyện được lấy theo tên của Kim Jong-suk, phu nhân của Kim Il-sung và là mẫu thân của Kim Jong-il. Huyện nằm ven sông Áp Lục và được thành lập từ năm 1981 trên cơ sở tách ra từ huyện Samsu.
Kimjongsuk nằm ở phần phía bắc cao nguyên Kaema, và dốc xuống hướng bắc. Sông Changjin chảy qua địa phận của huyện, chảy qua dưới các dãy núi Puksubaek và Huisaekbong trước khi đổ vào Áp Lục. Đỉnh cao nhất là núi Huisaekbong (2185 m). Khoảng 92% diện tích của huyện là đất rừng. Khí hậy thay đổi từ rất lạnh ở phía nam, và ấm hơn từ 3-3,5 ℃ dọc theo sông Áp Lục ở phía bắc.
Ngành kinh tế chính của địa phương là khai thác gỗ; ngành nông nghiệp kém phát triển và chỉ có một số cánh đồng lúa gạo dọc theo Áp Lục. Ngoài ra, còn một số cây trồng khác như lúa mì, ngô, đỗ tương và khoai tây. Huyện có tài nguyên molybden, vàng, bạc, đồng, chì, kẽm và wolfram. Nghề nuôi ong lấy mật và chăn nuôi cũng tồn tại. Huyện có một số nhà máy thủy điện và chế biến thực phẩm. Tuyến đường sắt Manpo-Chongnyon đi qua địa bàn Kimjongsuk.
Năm 2008, dân số toàn huyện Kimjongsuk là 42.618 người (20.020 nam và 22.598 nữ), trong đó, dân cư đô thị là 19.840 người (46,6%) còn dân cư nông thôn là 22.778 người (53,4%).